# Le Piège machiavélique
Le Piège machiavélique est le 2e album de la série de bande dessinée Les Aventures de Philip et Francis, pastiche officiel humoristique de la série Blake et Mortimer créée par Edgar P. Jacobs. Il s’agit de la suite parodique de l’album Le Piège diabolique.

## Auteurs
- Scénario : Pierre Veys
- Dessin : Nicolas Barral
- Couleurs : Philippe de la Fuente

## Synopsis
Mortimer reçoit un « nouveau » télégramme de son ennemi le professeur Miloch, lui annonçant « de nouveau » sa mort, et lui léguant « de nouveau » une invention fantastique, dissimulée dans un vieil immeuble de Londres. Se rendant à l’adresse avec son complice Francis, les deux hommes trouvent le chronoscaphe, une machine à remonter le temps. Mais le piège tendu par Miloch est aussi pernicieux que dans l’album originel…
En effet, dissimulé dans un manège enfantin, un redoutable « mondeparalléloscaphe » va entraîner nos deux compères dans un univers où ils iront de surprise en surprise, découvrant une ville de Londres truffée de détails les plus cocasses et les plus déroutants. Ils en viendront à rencontrer leurs doubles respectifs… et bien sûr à retrouver leur ennemi juré, Olrik, alors premier ministre, et en passe d'épouser la reine d'Angleterre !

## Le monde parallèle

### Londres
Les détails différenciant la capitale britannique de sa version du monde réel sont les suivants :
- les cabines téléphoniques ont l’aspect d’urinoirs publics et inversement
- le magasin Marks & Spencer devient « Spencer & Marks »
- les taximen sont aveugles, les clients doivent les guider à la voix
- les fameux bus londoniens ont trois niveaux, et non deux.

### Les personnages
Les deux protagonistes vont découvrir leurs alter ego dans ce monde parallèle :
- le professeur Mortimer est un bedonnant concepteur de jouets (notamment de modèles réduits de l’Espadon, de la fusée lunaire de Tintin ainsi que de la Zorglumobile), qui n’a jamais fait d’études supérieures. Nasir, toujours son valet de pied, est tout aussi obèse que son maître.
- le capitaine Blake est un comédien de série télévisée minable, qui n’a jamais eu de carrière militaire.
- Olrik est Premier ministre et s’apprête à épouser la reine d'Angleterre.

À noter que les traits du Commander Flemming, chef du MI5 (ou 6?), sont particulièrement inspirés du ceux du comédien britannique Harry Andrews.